# Brunag
Brunag (Rhynchospora fusca) är en växtart i familjen halvgräs. 
Brunag blir 10 till 30 cm hög. Blomman har könsorgan av hankön och honkön. Stjälken har ett trekantigt tvärsnitt.
Arten förekommer i nästan hela Europa och i östra Nordamerika i Kanada och USA. Den växer i träskmarker eller intill dammar och insjöar.
För beståndet är inga hot kända. Hela populationen anses vara stor. IUCN listar arten som livskraftig (LC).